# 高等警察
高等警察（こうとうけいさつ）は、大日本帝国憲法下の日本で、反政府的政治運動を取り締まるために設置された警察部門である。後に、共産主義運動など国体を根底から覆すような政治運動を取り締まるために「特別高等警察」が分離した。
いわゆる政治警察を高等警察と称するのは、ドイツ行政法学用語をそのまま訳したことに由来する。反対語は「普通警察」。

## 概要
高等警察は、将来起こりうる治安の騒乱を予防的に鎮圧するために設置された。政府は讒謗律、新聞紙条例、集会条例などの諸法令を公布して自由民権運動などの社会運動に対する監視と取締りを強めており、高等警察はその実施機関として活動した。
1889年（明治22年）に大日本帝国憲法が発布され、翌年に帝国議会が発足したが、高等警察は政党に対する大規模な選挙干渉を行ったことで世論の批判を浴びた（当時の内務大臣品川弥二郎は責任をとって辞任した）。
大正デモクラシーの進行により政党内閣が定着すると、専ら野党政治家の選挙違反取り締まりに重点がおかれるようになった。そのため、政治家にとって高等警察を所管する内務省の掌握が重要関心事となり、政権交代の度に内務大臣だけでなく、次官や警保局長以下の警察幹部が軒並み異動・更迭され、巡査が更迭されることもあった。
高等警察は1936年（昭和11年）の選挙粛正運動を契機に廃止され、情報課または部長書記室と改名されて敗戦まで存続していた。警視庁の政治警察課は、1905年（明治38年）に高等課に改名され、特高警察を分課した後の1941年（昭和16年）に情報課と改名して敗戦をむかえている。
外地では国政レベルの選挙が実施されなかったため、特高警察への分離がなされず、「高等警察」の名称のまま存続した。